# Videowürfel

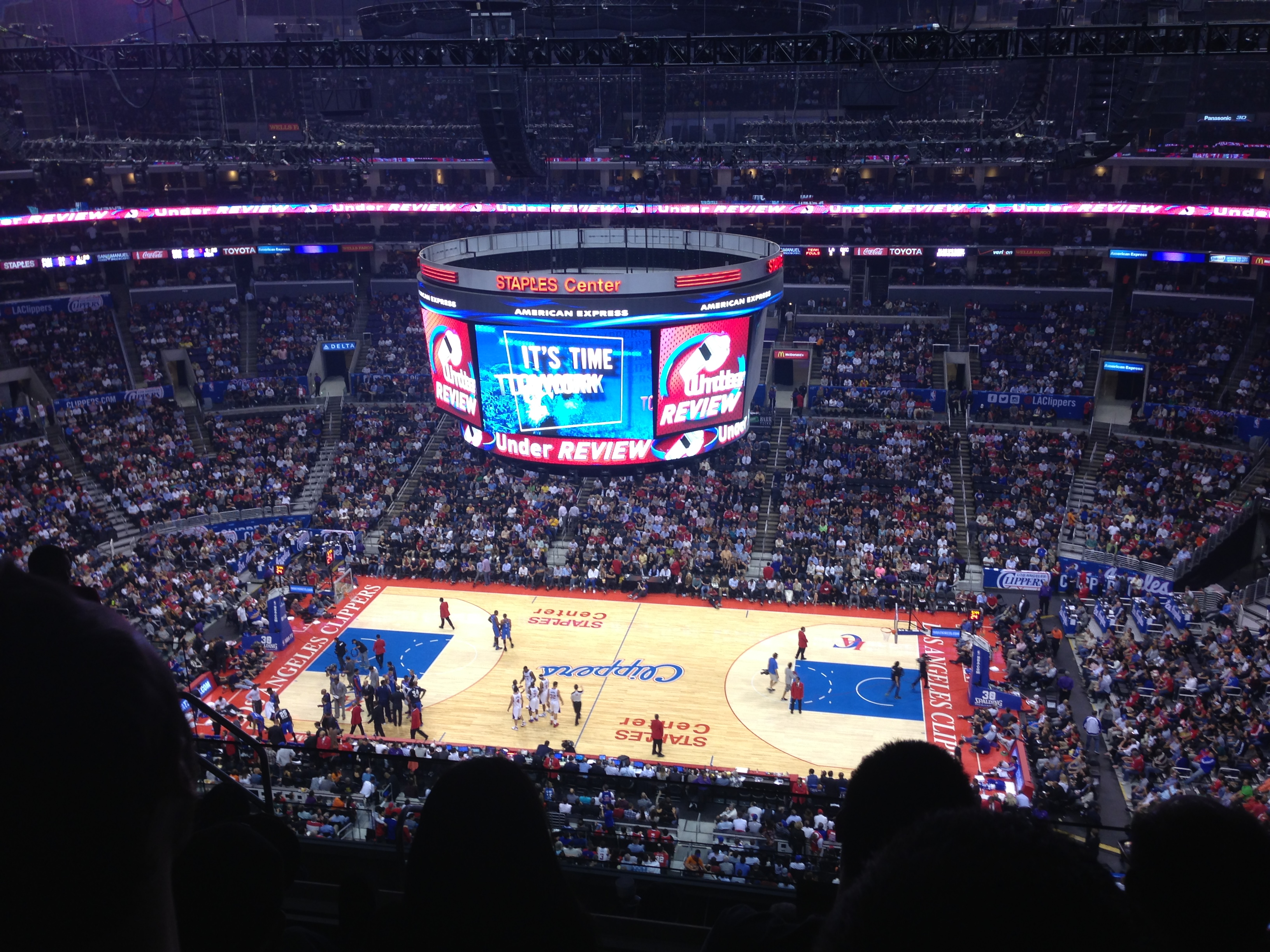
Videowürfel in der Crypto.com Arena in Los Angeles mit Corner Displays und Ring Screen.

Als Videowürfel wird eine Kombination aus meist vier sehr großen LED-Bildschirmen bezeichnet, die mittig unter der Decke eines Stadions oder einer großen Veranstaltungshalle befestigt ist. Bei Sportveranstaltungen dienen sie zur Anzeige der Spielzeit, des Spielstandes und gegebenenfalls von Strafzeiten (zum Beispiel bei Eishockeyspielen).

## Entwicklung
In den 1990er Jahren erfolgte die Anzeige durch Rückprojektion über Videoprojektoren (Beamer). Später erfolgte dann oft eine Umrüstung auf neue LED-Technik.
Einige neuere Videowürfel besitzen an den Ecken nochmals vier weitere „Corner-Displays“ (Eckbildschirme) und einen oder mehrere umlaufende LED-Ringe als sogenannte Ringbildschirme.
Als größter Videowürfel Europas galt Ende 2022 derjenige in der Swiss Life Arena in Zürich mit Ausmaßen von 12 × 12 × 8 Metern und einer Projektionsfläche von 420 Quadratmetern. Es sind fast 12 Millionen LED darin verbaut.

## Liste einiger Videowürfel
| Halle / Stadion        | Land               | Stadt             | Center Display            | Corner Display | Ring Screen |
| ---------------------- | ------------------ | ----------------- | ------------------------- | -------------- | ----------- |
| Swiss Life Arena       | Schweiz            | Zürich            | 420 m²                    | –              | –           |
| Lanxess Arena          | Deutschland        | Köln              | 27,04 m²                  | –              | –           |
| Veltins-Arena          | Deutschland        | Gelsenkirchen     | 76,32 m²                  | –              | –           |
| Uber Arena             | Deutschland        | Berlin            | 14,3 m²                   | 11,5 m²        | 22 m²       |
| Deutsche Bank Park     | Deutschland        | Frankfurt am Main | 276 m²                    | –              | –           |
| Palace of Auburn Hills | Vereinigte Staaten | Auburn Hills      | 2 × 93,65 m² 2 × 40,88 m² | –              | –           |
| Canadian Tire Centre   | Kanada             | Ottawa            | 30,57 m²                  | –              | 2 Ringe     |
| Crypto.com Arena       | Vereinigte Staaten | Los Angeles       | 28,1 m²                   | 15,6 m²        | 2 Ringe     |
| Friends Arena          | Schweden           | Solna             | 4 × 65 m²                 | –              | –           |